# Viola rotundifolia
Viola rotundifolia — вид квіткових рослин з родини фіалкових. Це багаторічна рослина що поширена на сході США (Коннектикут, Делавер, Джорджія, Кентуккі, Мен, Мериленд, Массачусетс, Мічиган, Нью-Гемпшир, Нью-Джерсі, Нью-Йорк, Північна Кароліна, Огайо, Пенсильванія, Род-Айленд, Південна Кароліна, Теннессі, Вермонт, Вірджинія, Західна Вірджинія) й Канади (Онтаріо, Квебек).

## Середовище проживання
Населяє багаті гірські ліси та інші лісові масиви; на висотах 200–2000 метрів.

## Біоморфологічна характеристика
Це багаторічна рослина 1–20 см заввишки, без столонів; кореневище товсте, м'ясисте. Стебла відсутні. Листки прикореневі, 2–5, від розпростертих до висхідних, часто перекривають один одного; прилистки лінійно-ланцетні, краї цілісні, верхівка загострена; листкові ніжки 2–8 см; запушені; листкова пластинка ниркоподібна чи яйцювата, 2–12 × 1.5–9 см, краї городчасті чи зазубрені, іноді залозисті, війчасті чи ні, верхівка від округлої до гострої, поверхні зазвичай запушені по всій поверхні або зосереджені проксимально на обох поверхнях. Квітконоси 1.5–7 см, зазвичай запушені. Квітки: чашолистки від ланцетних до яйцеподібних; пелюстки темно-лимонно-жовті з обох поверхонь, нижні три з коричнево-фіолетовими прожилками, бічні дві борідчасті найнижча 8–11 мм, шпорці жовті, 1–2 мм. Коробочки еліпсоїдні, 5–10 мм, голі. Насіння бежеве, 1–2 мм. 2n = 12. Цвітіння: березень – травень.